# Aloe elgonica
Aloe elgonica é uma espécie de liliopsida do gênero Aloe, pertencente à família Asphodelaceae.